# Seminar

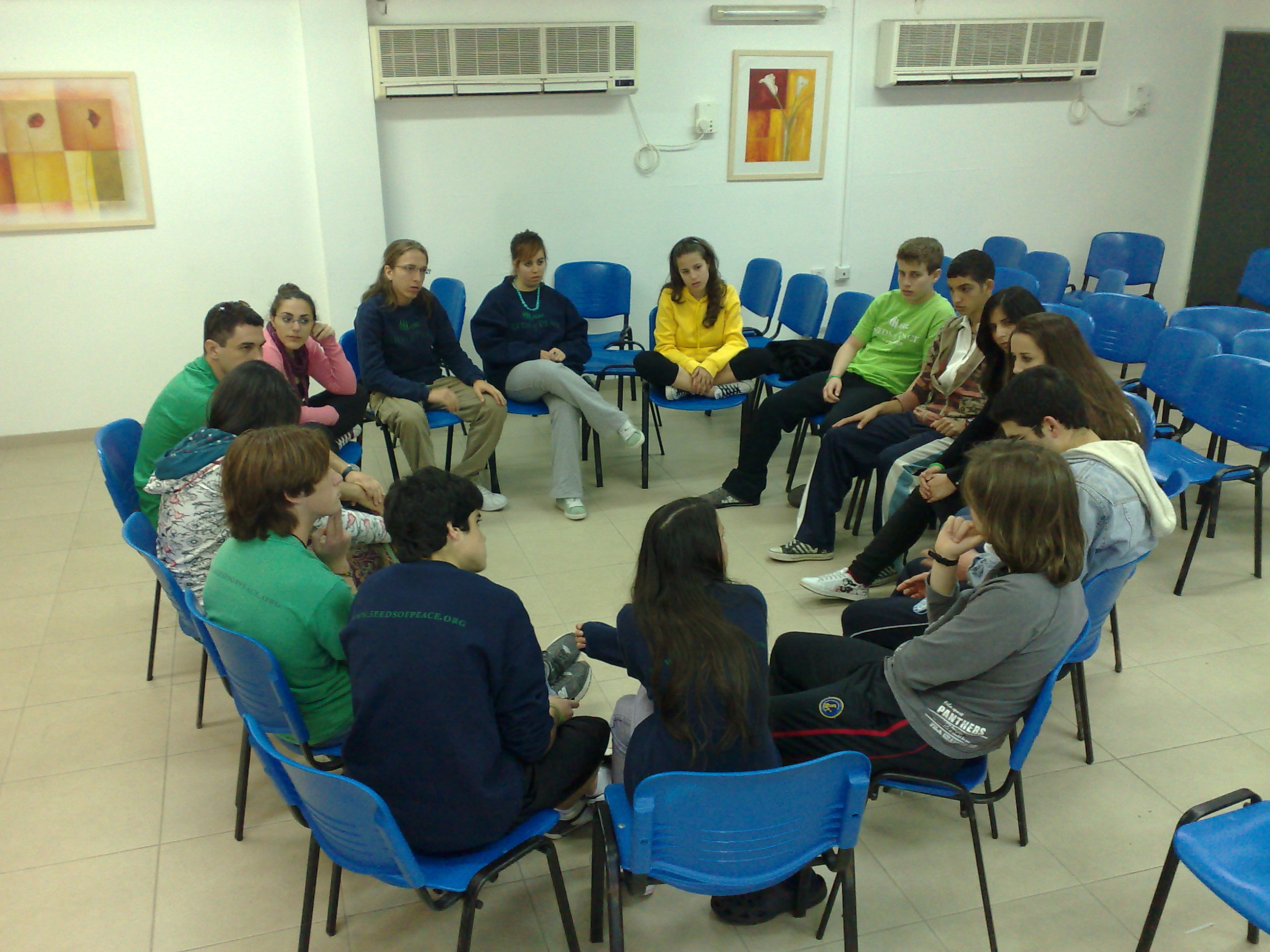
Dialoog-seminar tussen Joodse en Arabische Israëli's

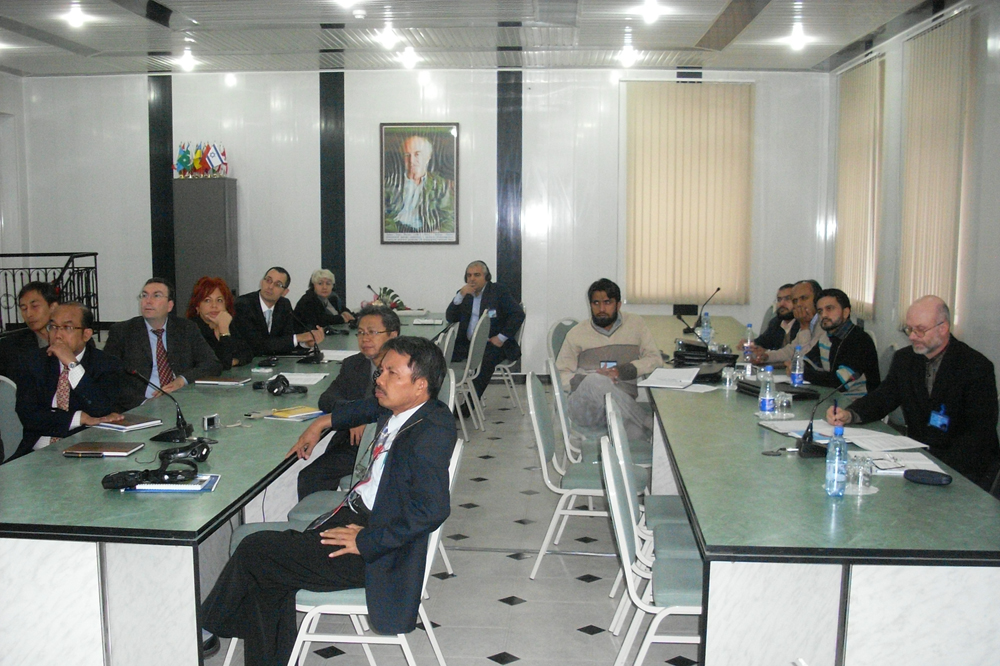
Wetenschappelijk seminar

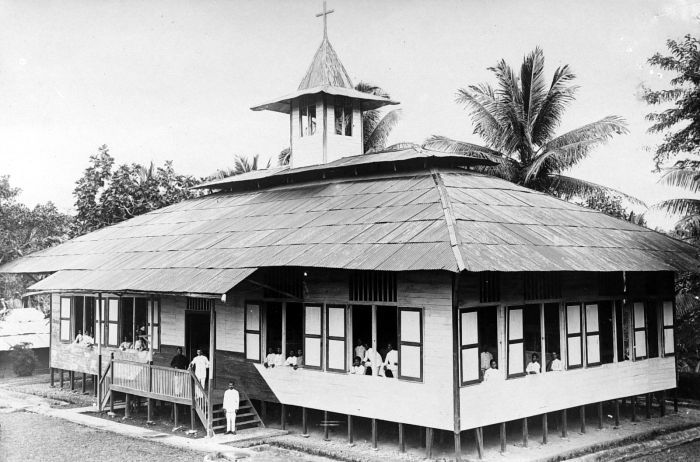
Seminarium in de tropen, Ombalata

Een seminar (in Vlaanderen ook een seminarie genoemd) is een omvangrijke bijeenkomst rond een bepaald onderwerp, waarin deskundigen, meestal via workshops en lezingen, kennis met elkaar delen. Een seminar met een wetenschappelijk karakter wordt ook wel symposium of conferentie genoemd.

## Terminologie
In Engelstalige landen duidt een seminar op een academische instructie, meestal bij een universiteit, maar soms ook door een commerciële organisatie verzorgd. Het heeft in die betekenis als doel mensen bij elkaar te brengen voor terugkerende ontmoetingen, altijd gericht op hetzelfde onderwerp. Inbreng van eenieder wordt daarbij verwacht, meestal via een socratische dialoog of een presentatie. Bij sommige Europese universiteiten wordt de term seminar gebruikt om een uitgebreid college, door een vaak externe expert, te duiden. In andere Europese landen doelt men met een seminar op een hele collegereeks of academisch project. In alle gebruikte betekenissen gaat men uit van een zekere deskundigheid van de deelnemers zodat uitwisseling en niet consumptie van kennis voorop staat.

## Herkomst
Het woord seminar is afgeleid van het Latijnse woord seminarium dat oorspronkelijk zoiets als "kweekplaats" betekent. Een seminarium of seminarie is meer in het bijzonder een katholiek internaat waar priesters worden opgeleid. Het is ontstaan in de 16e eeuw als onderdeel van de contrareformatie.